# Autorität und Familie
Autorität und Familie ist ein Essay von Max Horkheimer aus seiner früheren Schaffensphase vor den Erfahrungen des Nationalsozialismus und des Exils in den USA. Er erschien 1936 als Teil der Studien über Autorität und Familie, eines Theorie- und Forschungsprojekts zur Untersuchung der autoritären Persönlichkeit.
Der Originaltitel des Horkheimer-Essays lautete: Theoretische Entwürfe über Autorität und Familie: Allgemeiner Teil.

## Vorwort
Schon seit einigen Jahren hatte sich das Institut für Sozialforschung zur Aufgabe gestellt, den Zusammenhang zwischen den verschiedenen Bereichen der materiellen und geistigen Kultur zu erforschen. Dabei trat die „Autorität“ als ein entscheidender Faktor hervor, ohne dessen Berücksichtigung die Wechselwirkung zwischen den einzelnen Kultursphären unmöglich zu verstehen wäre. Unter allen gesellschaftlichen Institutionen, die den Einzelnen für Autorität empfänglich machen, steht jedoch die Familie an erster Stelle. Dabei soll zunächst die europäische Familie Untersuchungsgegenstand sein.
"Autoritär" meint dabei autoritätsbejahend (vom Objekt der Autorität aus gesehen); "autoritativ" ein Autorität forderndes Verhalten, vom Autoritätssubjekt her betrachtet.

## Kultur
Horkheimer beginnt diesen Teil mit einer Diskussion verschiedener Theorien über die Bildung geschichtlicher Epochen und plädiert für eine materialistisch-ökonomische Sichtweise. Der Begriff Epoche soll die je historisch prägende Kultur erfassen, die vielfach prägende Wirkung hat: Wirtschaft, Recht, Politik, Kunst, Religion, Philosophie, alle Individuen und ihre seelische Verfassung, Institutionen, Werke, Lebenspraxis. Eine Epoche bzw. Kultur ist dabei stets in sich mehr oder weniger widersprüchlich und in dynamischer Entwicklung. Derzeit dominiere die europäische bzw. US-Kultur, der Kapitalismus in immanenter Krise.
Gesellschaftliche Prozesse sind grob betrachtet immer ökonomisch bestimmt, konkret aber je aus dem Charakter der agierenden Gruppen. Dieser Charakter unterliegt wiederum gesellschaftlicher Prägung. Die Gesellschaft ist aber nicht nur ökonomisch, historisch und kulturell geprägt, sondern auch durch Formen von Gewalt und Zwang (Staatsgewalt, religiöse Moral etc.), dies aber heute in westlichen Gesellschaften nur noch schwach bzw. indirekt. Als Beispiele, wie intensiv Kultur (hier besonders religiöse Kultur) das Alltagsleben, die Politik etc. prägen kann, führt Horkheimer den Ahnenglauben in China und das indische Kastensystem an. Menschen tendieren zum Verharren in der ihnen vertrauten Kultur, die ihnen durch Ein- und Unterordnung seelische Sicherheit gewährt:
„Dies ist auch einer der Gründe, warum welthistorische Umschläge nicht davon erwartet werden können, daß sich zunächst die Menschen ändern. Sie pflegen aktiv durch Gruppen herbeigeführt zu werden, bei welchen keine verfestigte psychische Natur den Ausschlag gibt, sondern die Erkenntnis selbst zur Macht geworden ist. Soweit es sich um das Fortbestehen alter Gesellschaftsformen handelt, spielen aber nicht Einsichten, sondern menschliche Reaktionsweisen die Hauptrolle, die sich in Wechselwirkung mit einem System kultureller Einrichtungen auf der Basis des gesellschaftlichen Lebensprozesses verfestigt haben. Zu diesen gehört die bewußte und unbewußte, jeden Schritt des Einzelnen mitbestimmende Fähigkeit, sich ein- und unterzuordnen, die Eigenschaft, bestehende Verhältnisse als solche im Denken und Handeln zu bejahen, in Abhängigkeit von gegebenen Ordnungen und fremdem Willen zu leben, kurz, die Autorität als ein Kennzeichen der gesamten Existenz.“ (S. 357)
Den Glauben an Autorität sieht Horkheimer dabei je nach historischer Situation als teils produktive, teils hemmende Kraft der Geschichte.

## Autorität
Der Begriff der Autorität ist nur in Bezug zu einer ausgeführten Gesellschaftstheorie und darin nur je historisch zu klären. Vorläufig definiert Horkheimer „als autoritär jene inneren und äußeren Handlungsweisen (...), in denen sich die Menschen einer fremden Instanz unterwerfen“ (S. 359). Dabei kann Autorität als bejahte Abhängigkeit im eigenen Interesse liegen (z. B. die Verteidigung einer angegriffenen Stadt in der Antike) oder fortschrittlichen Charakter haben (Entfaltung gesellschaftlicher Produktivkräfte).
„Doch selbst zu den Zeiten, in welchen das Abhängigkeitsverhältnis zweifellos dem Stand der menschlichen Kräfte und ihrer Hilfsmittel angemessen war, ist es in der bisherigen Geschichte mit Versagungen für die Abhängigen verbunden gewesen, und in den Perioden der Stagnation und des Rückgangs bedeutete die zum Aufrechterhalten der jeweiligen Gesellschaftsform notwendige Bejahung der bestehenden Abhängigkeitsverhältnisse durch die Beherrschten nicht allein die Verewigung ihres materiellen, sondern auch die ihres geistigen Unvermögens und wurde zur Fessel für die menschliche Entwicklung überhaupt.“ (S. 360)
So wird Autorität zum „Inbegriff künstlich aufrechterhaltener, längst unwahr gewordener gesellschaftlicher Verhältnisse und Vorstellungen, die den wirklichen Interessen der Allgemeinheit zuwiderlaufen.“ (S. 360)
Das bürgerliche Denken begann im Prozess der Aufklärung als Kampf der Vernunft gegen Autorität und Tradition. Es endet mit der Verhimmlung der leeren Autorität wie auch dem leeren Vernunftbegriff ohne Anspruch auf Gerechtigkeit, Glück und Freiheit. Dies zeigt, dass auch die Kritik an Autorität durch Vernunft in Autoritätsunterwerfung münden kann. Horkheimer führt als Beispiel die protestantische Kritik an der personalen Autorität des Papstes an, welche wiederum in der protestantischen Unterwerfung unter das Wort mündete.
Im Mittelalter herrschte personale Autorität vor. Mit der Durchsetzung des abstrakten isolierten Individuums im Kapitalismus entstanden stattdessen apersonale autoritäre Verhältnisse, in die sich die Menschen fügen müssen. Für die doppelt freien Massen der Lohnarbeiter bedeutet dies vor allem den ökonomischen Zwang, ihre Arbeitskraft verkaufen zu müssen. Auch als unabhängig geltende Kleinunternehmer stecken in diesen Verhältnissen, denn trotz der besten Planung und intuitivsten Vorahnung über die Wirtschaftsweise ihres Betriebs sind sie dem nachträglichen Ergebnis auf dem Markt unterworfen. Für Wirtschaftsmonopole gilt das gleiche auf erhöhter Stufe, denn sie unterliegen den Prozessen des Weltmarkts und den politischen Entwicklungen der allgemeinen Staatenkonkurrenz.
Den Glauben an planerisches ökonomisches Genie hält Horkheimer dabei für eine Illusion: „Welche Waren er herstellt, welche Art Maschinen er verwenden will, wie er Arbeiter und Maschinen zusammenbringt, welchen Standort er für seine Fabrik auswählt, all das erscheint als Folge seiner freien Entscheidung, als Produkt seines Weitblicks und seiner Schöpferkraft.“ (S. 369) Der nachträgliche Erfolg auf dem Markt ist aber „in der gegenwärtigen Ordnung nicht nur durch berechenbare psychische und politische Elemente, sondern auch durch die Summation zahlloser unkontrollierbarer Ereignisse vermittelt.“ (S. 370) Freiheit bedeutet in diesem Sinn für alle Menschen bloß, sich aktiv oder passiv dem Markt, der wie blinde Natur schicksalshaft prozessierenden kapitalistischen Gesellschaft, anzupassen.
„Die möglichst vollständige Anpassung des Subjekts an die verdinglichte Autorität der Ökonomie ist zugleich die Gestalt der Vernunft in der bürgerlichen Wirklichkeit.“ (S. 372f)
Diese Verhältnisse erscheinen den Menschen als natürlich, unausweichlich, ewig und selbstverständlich. Der aufstrebende Nationalsozialismus sei nur auf der Basis dieses Glaubens wirksam. Diesem herrschenden Glauben als Denkweise entziehen sich auch nicht Sachkenner und Anarchisten:
„Sofern das sachverständige Urteil sich auf den isolierten Gegenstand beschränkt, tut es ihm unrecht, indem es den Gegensatz wirklicher Leistung in Kunst und Wissenschaft zu den herrschenden Verhältnissen nicht sichtbar macht. Die grundsätzlich anti-autoritäre Haltung des Anarchisten ist dagegen eine Übertreibung des bürgerlichen Selbstbewußtseins von der eigenen Freiheit, die jetzt und überall zu verwirklichen sei, wenn man nur wolle: eine Konsequenz der idealistischen Ansicht, daß die materiellen Bedingungen keine Rolle spielen.“ (S. 386)
Horkheimer plädiert dagegen für die Loslösung von Autorität „von egoistischem Interesse und Ausbeutung“ (S. 386), in der eine Arbeitsteilung in leitende und ausführende Funktionen ohne Trennung in gutes und schlechtes Leben oder gar nach Klassenzugehörigkeit möglich sei. Diese Autorität setzte dann die gemeinschaftlich beschlossenen Pläne um.

## Familie
Das Verhältnis der Individuen zur Autorität ist bedingt durch das ständige Zusammenwirken von Institutionen zur Erzeugung und Festigung der ihnen entsprechenden Charaktertypen. Dazu existieren bewusste Maßnahmen von Kirche, Schule, Presse etc. Noch wichtiger ist aber der Einfluss des Alltags und einzelner Vorbildpersonen im öffentlichen und privaten Leben, also vom Bewusstsein nicht kontrollierte Prozesse. Die Familie hat in dieser Hinsicht eine zentrale Stellung bei der Formung von Charakter, Wünschen, Fähigkeiten und Disziplin des Kindes.
Im Absolutismus herrschte das Konzept der Erziehung zum Gehorsam vor. Dies wandelte sich im Liberalismus zur Erziehung zur Einsicht in die Notwendigkeit des Gehorsams. Diese Vorbereitung auf das Sich-Einfügen in die sich zum apersonalen wandelnde Autorität ist schon im Protestantismus zu sehen. Martin Luther propagierte das Hausherr-Konzept, nach dem patriarchalen Hausherrn wegen seiner Stärke Achtung entgegenzubringen sei. Dies resultiert darin, dass das Kind lernt, Vorgegebenes nicht nur anzuerkennen, sondern zu lieben.
„In dieser familialen Situation, die für die Entwicklung des Kindes bestimmend ist, wird bereits die Autoritätsstruktur der Wirklichkeit außerhalb der Familie weitgehend vorweggenommen: die herrschenden Verschiedenheiten der Existenzbedingungen, die das Individuum in der Welt vorfindet, sind einfach hinzunehmen, es muß unter ihrer Voraussetzung seinen Weg machen und soll nicht daran rütteln. Tatsachen erkennen heißt, sie anerkennen. Von der Natur gesetzte Unterschiede sind von Gott gewollt, und in der bürgerlichen Gesellschaft erscheinen auch Reichtum und Armut als naturgegeben. Indem das Kind in der väterlichen Stärke ein sittliches Verhältnis respektiert und somit das, was es mit seinem Verstand existierend feststellt, mit seinem Herzen lieben lernt, erfährt es die erste Ausbildung für das bürgerliche Autoritätsverhältnis.“ (S. 390f)
Die Verhältnisse in der patriarchalen Kleinfamilie schaffen die Offenheit für verdinglichte Autorität (naturgegeben erscheinende Autorität als Selbstzweck). Als Beispiele für die Spannbreite dieses verdinglichten Autoritätsverhältnisses führt Horkheimer den protestantischen Gottesbegriff nach der Kritik Kierkegaards und die moderne autoritäre Staatstheorie des Nationalsozialismus an. Die Autorität des Vaters wird zusätzlich dadurch gestützt, dass er in der Kleinfamilie die Rolle des Hauptverdieners, also Versorgers übernimmt.
„Die geistige Welt, in die das Kind in Folge dieser Abhängigkeit hineinwächst, wie auch die Phantasie, durch welche es die wirkliche beseelt, seine Träume und Wünsche, seine Vorstellungen und Urteile sind vom Gedanken an die Macht von Menschen über Menschen, des Oben und Unten, des Befehlens und Gehorchens beherrscht. Dieses Schema ist eine der Formen des Verstandes dieser Epoche, eine transzendentale Funktion. Die Notwendigkeit einer auf natürlichen, zufälligen, irrationalen Prinzipien beruhenden Hierarchie und Spaltung der Menschheit wird dem Kinde so vertraut und selbstverständlich, daß es auch Erde und Universum, selbst das Jenseits nur unter diesem Aspekt zu erfahren vermag; jeder neue Eindruck ist bereits durch ihn präformiert. Die Ideologien von Leistung und Verdienst, Harmonie und Gerechtigkeit haben in diesem Weltbild daneben Platz, weil der Widerspruch durch die Verdinglichung der gesellschaftlichen Unterschiede nicht ins Bewußtsein tritt. Die Eigentumsverhältnisse gelten der Struktur nach als fest und ewig; als Gegenstände gesellschaftlicher Aktivität und Umwälzung treten sie gar nicht in Erscheinung.“ (S. 396)
Effekte der modernen Autorität sind rationalisierte Unterordnung, Unselbstständigkeit und Minderwertigkeitsgefühle, die verdrängt und sublimiert werden müssen. Unter dem Druck des Vaters muss das Kind dabei lernen, individuellen Misserfolg nicht auf gesellschaftliche Ursachen, sondern individuelle religiöse Schuld oder mangelnde Begabung zurückzuführen. Fehler immer bei sich selbst zu suchen begünstigt Konservatismus und Opferbereitschaft für das falsche Ganze, Macht- und Führerkult. Horkheimer spricht gar vom Entstehen eines Unterwerfungstriebes. Einerseits könnte eine vernünftige Erziehung demgegenüber solidarische Arbeit und Erkenntnislust fördern. Andererseits ist das Verhältnis von Zwang und Milde in der Erziehung letztendlich unwesentlich, da bereits die Struktur der bürgerlichen Kleinfamilie den Unterwerfungstrieb erzeugt: sie stellt den Vater in die Machtposition, die sich auch in der Entscheidung für das Zuckerbrot und gegen die Peitsche ausdrückt. Der Sohn strebt dieses Vaterideal der Macht- und Versorgerposition an und reproduziert es dadurch.
Die Familie steht neben diesem autoritätsfördernden Aspekt gleichzeitig auch in einem antagonistischen Verhältnis zur Autorität. Sie ist intern nicht ausschließlich konkurrenz- und markförmig organisiert. Im Kleinen kennt sie das bürgerliche Gemeinschaftsinteresse der Abwehr von Gefahren. Darüber hinaus sieht Horkheimer die Geschlechtsliebe und die mütterliche Sorge als positive Gemeinschaftsinteressen. Dort, wo die Entfaltung und das Glück des Anderen gewollt wird, stellt die Familie eine Ahnung eines besseren Zustands dar. Dabei beruft sich Horkheimer auf Hegels Konzept der Weiblichkeit als Liebe zum ganzen Menschen. Die Frau ist im Patriarchat aber in Gesellschaft und Familie abhängig und beherrscht. Sie ist als Ehefrau ökonomisch und individuell in Haushalt und Familie vom Erfolg des Ehemanns abhängig, weshalb ihr Status quo sie für Konservatismus empfänglich mache: Der Widerstand gegen die Gesellschaft beißt sich mit der Sorge um die Familiensicherheit. Als Abhängige reproduziert auch die Frau durch ihren Einfluss und ihre Vorbildfunktion die autoritären Verhältnisse.
Die monogame patriarchale Kleinfamilie beschränkt auch die Sinnlichkeit der Menschen: Die Sinnlichkeit der Eltern findet im Geheimen statt, die Kinder erlernen das Lustverbot. Die Familie setzt ihren Einfluss auf die Kinder fort, indem sie Einfluss auf die Heirat nehmen und mit Enterbung drohen kann. Gegenbilder zu diesem Verhältnis von Liebe, Heirat und Familie in der Literatur sind Don Juan, der gegen die bürgerliche Treue- und Zwangsmoral steht, und Romeo und Julia, die sich im Namen der Treue gegen ihre Familien stellen. Gesellschaftliche Institutionen und Autorität stehen in einem sich wechselseitig verstärkenden Verhältnis. Der Versuch, eine andere Erziehung und gesellschaftliche Strukturen zu etablieren ist zwar möglich, ist jedoch unter ökonomischen Druck mit zunehmenden Schwierigkeiten verbunden. Horkheimer sieht 1936 die Tendenz, dass die wirtschaftliche Krise und der Nationalsozialismus die Wichtigkeit bürgerlicher Institutionen im Allgemeinen mindern werden, der Staat mehr Autoritätsfunktionen selbst übernehmen wird, die Familie aber trotzdem bestehen bleibt.

## Der Forschungsbericht
Der Horkheimer-Essay war als allgemeiner Teil dem Forschungsbericht vorangestellt, der unter dem Titel Studien über Autorität und Familie in Paris 1936 veröffentlicht wurde. Er enthielt des Weiteren: Sozialpsychologischer Teil von Erich Fromm, Ideengeschichtlicher Teil von Herbert Marcuse und in der Zweiten Abteilung neben vorläufigen Einzelberichten zu schon durchgeführten Erhebungen: Wirtschaftsgeschichtliche Grundlagen der Entwicklung der Familienautorität von Karl A. Wittfogel, Beiträge zu einer Geschichte der autoritären Familie von Ernst Manheim, Das Recht der Gegenwart und die Autorität in der Familie von Ernst Schachtel, Autorität und Sexualmoral in der freien bürgerlichen Jugendbewegung von Fritz Jungmann (d. i. Franz Borkenau) sowie noch mehrere Literaturberichte anderer Autoren.

## Kritikpunkte
- In Bezug auf die Familie ist fast immer vom Kind oder Sohn die Rede, Spezifika in Bezug auf die Tochter tauchen nicht auf. Genauso steht der Vater im Mittelpunkt der Analyse, die Mutter taucht kaum auf. Allgemein reproduziert Horkheimer ein (1936 noch stärker zutreffendes) stereotypes Geschlechterbild – auch wenn genau dieses in der Analyse des Patriarchats herausgestellt werden sollte.

- Horkheimer grenzt seine Vorstellung von vernünftiger Autorität kaum von der kritisierten Autorität ab; sie verbleibt vielmehr als utopische Kontrastfolie unterbestimmt.